# Ethelurgus nigriventris
Ethelurgus nigriventris là một loài tò vò trong họ Ichneumonidae.